# 桑多瓦爾縣
桑多瓦爾縣（英語：Sandoval County）是美国新墨西哥州西北部的一個縣，面積9,620平方公里。根據2020年美國人口普查，共有人口14萬8,834人。縣治伯納利歐（Bernalillo）。該縣成立於1903年3月10日，縣名紀念當地的一支家族。